# Macintosh Portable
Macintosh Portable foi o primeiro microcomputador portátil da Apple lançado em 1989 tendo como CPU o processador Motorola 68000 com 16 MHz, custava cerca de U$ 7.300.
Seu projeto foi descontinuado dois anos depois, em 1991.